# Friedrich von Huene
Friedrich von Huene (22. březen 1875 – 4. duben 1969) byl německý paleontolog, který je známý popisem mnoha druhů především evropských dinosaurů. Významný byl však také jeho výzkum zaměřený na permokarbonské čtvernožce.
Tento paleontolog byl proslulý svojí výbornou kondicí, kterou si udržoval až do pozdního věku. Byl zastáncem pohybu a venkovních aktivit a sám prováděl po celou kariéru terénní výzkumy.

## Kariéra

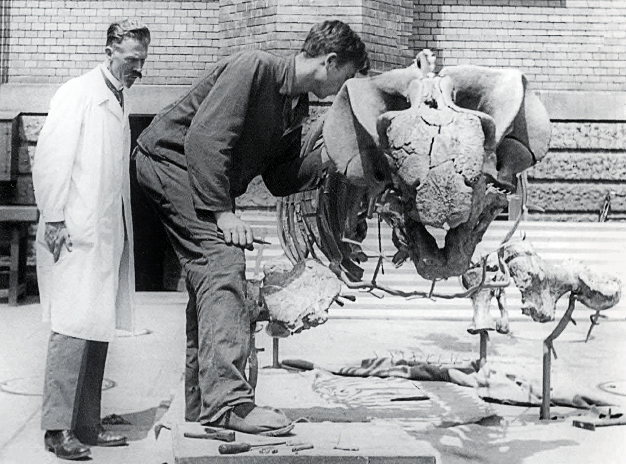
Friedrich von Huene (vlevo) u rekonstruované kostry pravěkého plaza druhu Stahleckeria potens

Huene se narodil v Tübingenu. Mezi jeho nejslavnější objevy patří více než 35 koster prosauropodního dinosaura rodu Plateosaurus, dinosauromorf Saltopus (1910), Proceratosaurus (1926), obří sauropod Antarctosaurus (1929) a mnoho dalších fosilních plazů, včetně ptakoještěrů. Popsal také některé vyšší taxony, například Prosauropoda a Sauropodomorpha. Ve 30. letech popsal také množství nepříliš dobře známých indických taxonů teropodních dinosaurů, jako je Jubbulpuria, Ornithomimoides, Dryptosauroides nebo Coeluroides. V roce 1941 popsal z Polska domnělou čelist sauropodního dinosaura pod jménem Succinodon putzeri. Později se však ukázalo, že se ve skutečnosti jednalo o zkamenělý kus dřeva se zachovanými stopami činnosti vrtavých mlžů.
V roce 1995 byl po něm pojmenován teropod (dravý dinosaurus) Liassaurus huenei, může však jít o formálně neplatný druh. Při svém pobytu v Brazílii v roce 1928 (v Geoparku Paleorrota) shromáždil fosilní materiál a o deset let později jej také popsal jako velkého rauisucha druhu Prestosuchus chiniquensis.
Friedrich von Huene také roku 1932 formálně popsal dosud jediného známého dinosaura (u něhož byl objeven kosterní materiál) na území Polska - je jím menší teropod druhu Velocipes guerichi.